# Sitthikom Thammasin

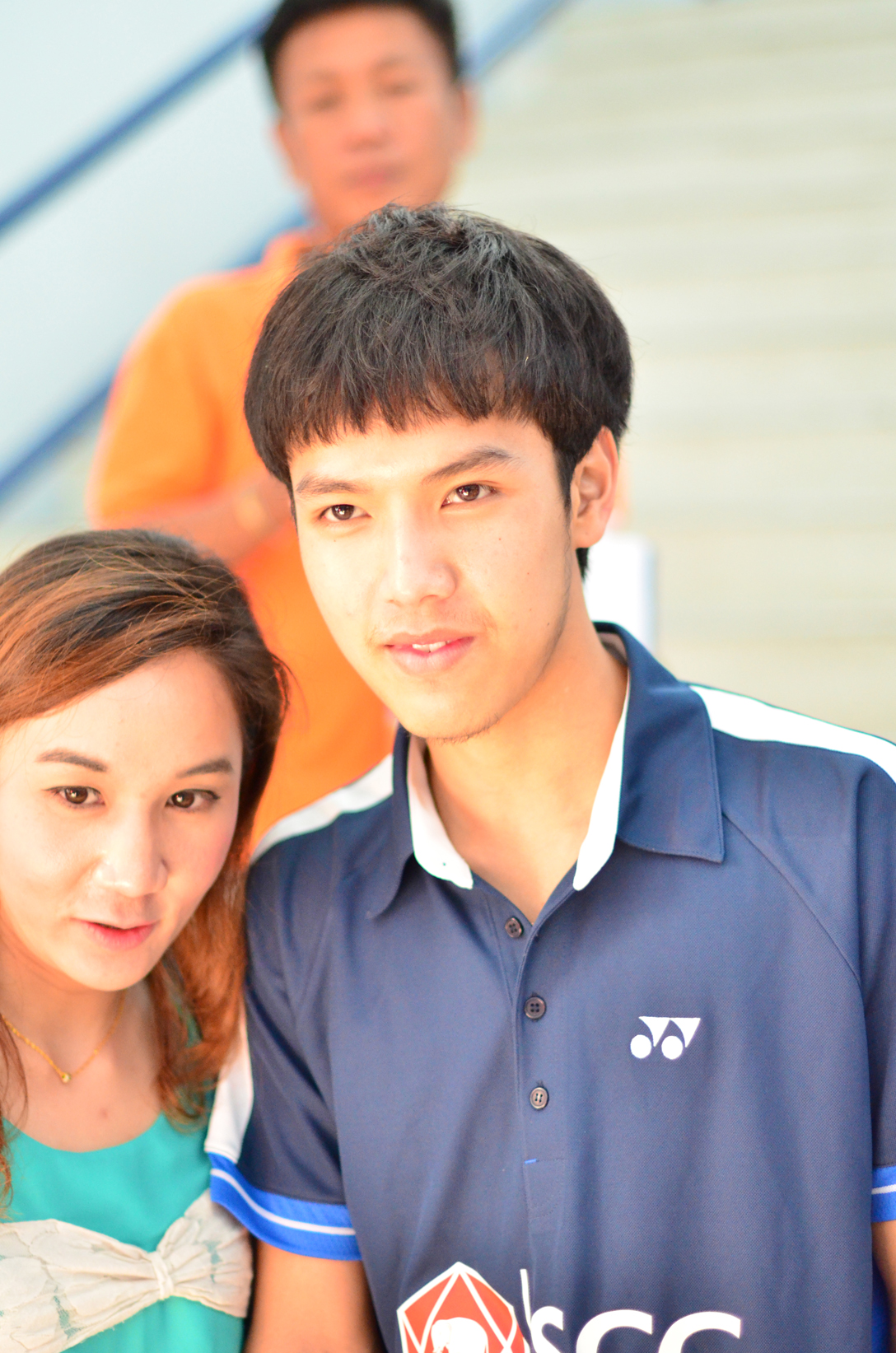
Sitthikom Thammasin im Jahr 2013.

Sitthikom Thammasin (Thai: สิทธิคมน์ ธรรมศิลป์; * 7. April 1995) ist ein thailändischer Badmintonspieler. 

## Karriere
Sitthikom Thammasin gewann bei den Singapur International 2012 die Herreneinzelkonkurrenz. Beim Smiling Fish 2012 belegte er in der gleichen Disziplin Rang drei. Siegreich für sich gestalten konnte er auch den Smiling Fish 2013, während er bei den Thailand Open 2013 Dritter wurde.